# Orthoporidra solida
Orthoporidra solida är en mossdjursart som först beskrevs av Busk 1881.  Orthoporidra solida ingår i släktet Orthoporidra och familjen Lekythoporidae. Inga underarter finns listade i Catalogue of Life.